# Железнодорожный транспорт в Кыргызстане
Железнодорожный транспорт в Кыргызстане состоит из нескольких разрозненных частей, не связанных между собой в пределах страны. Впервые на территории современного Кыргызстана железная дорога появилась в 1915 году.

## Участки
С территорией Казахстана связаны:
- Бишкекская линия от Турксиба к Рыбачьему;
- станция на Турксибе (Маймак) — принадлежит ҚТЖ.

С территорией Узбекистана связаны:
- Ош — Кара-Суу и Джалалабад — Кок-Джангак (одна линия, разделенная территорией Узбекистана);
- 38 км — Кызылкия;
- Шамалдусай — Ташкумыр.

## История
После распада СССР советская железнодорожная сеть была разделена между независимыми странами. К тому моменту сеть железных дорог молодой республики представляла собой несколько не обладающих внутренней связностью участков. Это чрезвычайно короткие отрезки путей: Фергана — Кызыл-Кия, Кара-Ссу — Ош, Ханабад — Джалал-Абад— Кок-Янгак, Учкурган — Таш-Кумыр, соединяющие юг Кыргызстана с узбекскими городами Ферганской долины, а также участок Чалдовар — Бишкек — Балыкчы, соединявший северный города страны с южным Казахстаном.
В 1994 году с целью устранения разорванности сети было принято решение об осуществлении проекта Транскиргизской железнодорожной магистрали Балыкчи — Кочкор — Джалал-Абад. Начавшееся в 1998 году строительство вскоре было свернуто. Окончательно проект был закрыт в 2000 году, оставив по итогу лишь недостроенные заделы станций и насыпи.
С 1996 года обсуждался план возможного строительства железной дороги «Китай — Кыргызстан — Узбекистан» (ККУЖД) (через южный участок киргизских железных дорог). В 2022 году в связи с нарушением логистических цепочек, вызванной российским вторжением на Украину, интерес к проекту повысился. Так 18 января 2023 года в Бишкеке открылся совместный проектный офис по координации строительства этой железной дороги с участием представителей Министерства транспорта Узбекистана, Кыргызстана и экспертов из Китая. В конце 2024 года было начато строительство ККУЖД.
В феврале 2025 года было анонсировано о проекте «Трансевразийский маршрут», в рамках которого планируется соединить село Макмал на юге страны с городом Каракол на севере, тем самым связать разрозненную сеть железных дорог Кыргызстана воедино.

## Характеристика
Протяжённость железных дорог Киргизии на 2006 год составляла 470 км, в 2012 году осталось лишь 424 км. На железнодорожный транспорт приходится около 3 % грузооборота. Степень изношенности подвижного состава на начало 2000-х годов высока, насчитывается 2500 грузовых вагонов, 450 пассажирских и 50 локомотивов. Перевозки осуществляет государственная компания «Кыргыз темир жолу».
Сеть железных дорог страны состоит из разрозненных тупиковых линий. Отдельные линии связывают север страны с железными дорогами Казахстана и южные регионы страны с железнодорожной сетью Узбекистана. Другие железнодорожные линии проходят по юго-западным районам Киргизии, соединяя крупные промышленные и населенные пункты страны с Ферганским регионом.

## СтруктураКыргыз Темир Жолу
- Филиал ГП «НК Кыргыз темир жолу» по локомотивному хозяйству
- Мостоотряд
- Филиал ГП «НК Кыргыз темир жолу» по путевому хозяйству
- Филиал ГП «НК Кыргыз темир жолу» по обеспечению электроэнергией, сигнализацией и связью
- Филиал ГП «НК Кыргыз темир жолу» по материально-техническому обеспечению
- Филиал ГП «НК Кыргыз темир жолу» по вагонному хозяйству
- Филиал ГП «НК Кыргыз темир жолу» по обеспечению погрузочно-разгрузочных работ
- Филиал ГП «НК Кыргыз темир жолу» по обслуживанию пассажиров
- Филиал ГП «НК Кыргыз темир жолу» по информационно-вычислительному обеспечению
- Филиал по обеспечению военизированной охраны объектов железной дороги и перевозимых грузов
- Южное отделение ГП «НК Кыргыз темир жолу»

## Пассажирские поезда
- Бишкек—Самара, Бишкек—Казань, Бишкек—Новосибирск, Бишкек—Балыкчы, Бишкек—Токмок, Бишкек—Каинды,

## Станции
- Луговая
- Мерке
- Каинда
- Кара-Балта
- Беловодск
- Шопоково
- Бишкек 1
- Бишкек 2
- Аламедин
- Кант
- Токмак
- Быстровка
- Рыбачье
- Ош-1
- Ош-2
- Джалал-Абад
- Карасуу
- Кашгар-кыштак
- Кызылкыя
- Шамалдысай
- Ташкумыр